# Jean Laponce
Jean Laponce (* 1925 in Decize; † 2016) war ein französischer Politikwissenschaftler, der als Professor an der University of British Columbia (UBC) im kanadischen Vancouver forschte und lehrte. Von 1973 bis 1976 amtierte er als Präsident der International Political Science Association (IPSA).
Nach dem Baccalauréat (1943 in Paris) studierte Laponce am Institut d’études politiques de Paris und schloss mit dem Diplom ab. 1955 wurde er an der University of California, Los Angeles zum Ph.D. promoviert. Danach war er für ein Jahr Dozent an der kalifornischen Santa Clara University, bevor er 1956 an die University of British Columbia wechselte, wo er anfangs der erste Vollzeit-Politikwissenschaftler war. Bis zu seiner Pensionierung 1991 leitete er den Studiengang Politikwissenschaft an der UBC. Danach war er Gastprofessor an der Universität Ottawa und der japanischen Aichi Shukutoku University.
Laponce war ab 1974 Mitglied der Royal Society of Canada; 2003 ernannte ihn die UBC zum Ehrendoktor der Rechte (LLD honoris causa).

## Schriften (Auswahl)
- Langue et territoire. Presses de l’Université Laval, Québec 1984, ISBN 2-7637-7042-8.
  - Languages and their territories. Aus dem Französischen übersetzt von Anthony Martin-Sperry, University of Toronto Press, Toronto 1987, ISBN 0-8020-5703-9.
- Left and right. The topography of political perceptions. University of Toronto Press, Toronto 1981, ISBN 0-8020-5533-8.
- The Government of the Fifth Republic. French political parties and the Constitution. 2. Auflage, Greenwood Press, Westport 1976, ISBN 0-8371-8763-X.
- People vs. politics, a study of opinions, attitudes, and perceptions in Vancouver-Burrard, 1963–1965. University of Toronto Press, Toronto 1969, ISBN 0-8020-1517-4.
- The protection of minorities. University of California Press, Berkeley 1960.